# Johan Polak
Johan Bertus Wouter Polak (Amsterdam, 12 novembre 1928 – Arnhem, 25 maggio 1992) è stato un editore, saggista, traduttore bibliofilo e mecenate olandese.

## Famiglia
Polak frequentò la HBS (Hogere Burgerschool), una scuola secondaria. Proveniva da una famiglia ebraica colta e benestante. Era nipote del filosofo e giurista di Groninga Leo Polak e dello scrittore Siegfried van Praag. Suo padre, un impiegato comunale, morì quando lui aveva undici anni.
Sua madre, Sara Schwarz, era una delle tre eredi della fabbrica di essenze fondata nel 1889 Polak & Schwarz. L'azienda prosperò negli anni trenta del XX scolo e riuscì a rimanere intatta durante la guerra grazie alla gestione accorta e non filotedesca di Cook Brummer, evitando così di essere requisita dai nazisti. Nell'estate del 1943, la famiglia Polak, compreso Johan, venne arrestata durante una retata ad Amsterdam-Zuid e deportata nel campo di Westerbork. Tuttavia, furono rilasciati dopo pochi giorni poiché la loro fabbrica forniva una sostanza speciale ai tedeschi. All'inizio del 1944, Brummer trovò rifugi segreti per la famiglia Schwarz e Polak. Johan si nascose per il resto della guerra con sua madre nei pressi di Barneveld.
La Polak & Schwarz venne venduta dalla famiglia e nel 1958 fu ribattezzata 'International Flavors & Fragrances Inc.' (IFF), oggi il più grande produttore mondiale di fragranze e aromi. Grazie a ciò, Johan Polak divenne un uomo molto facoltoso dagli anni cinquanta in poi. Spese il suo denaro non solo per libri e oggetti d'arte, ma anche per sostenere giovani scrittori e artisti emergenti. Anche sua zia, Henriette Polak, fondatrice del Museum Henriette Polak a Zutphen, fu una mecenate di rilievo.
Il 'figlio adottivo' di Johan Polak fu Rik van Dam (1950-2018).

## Editore

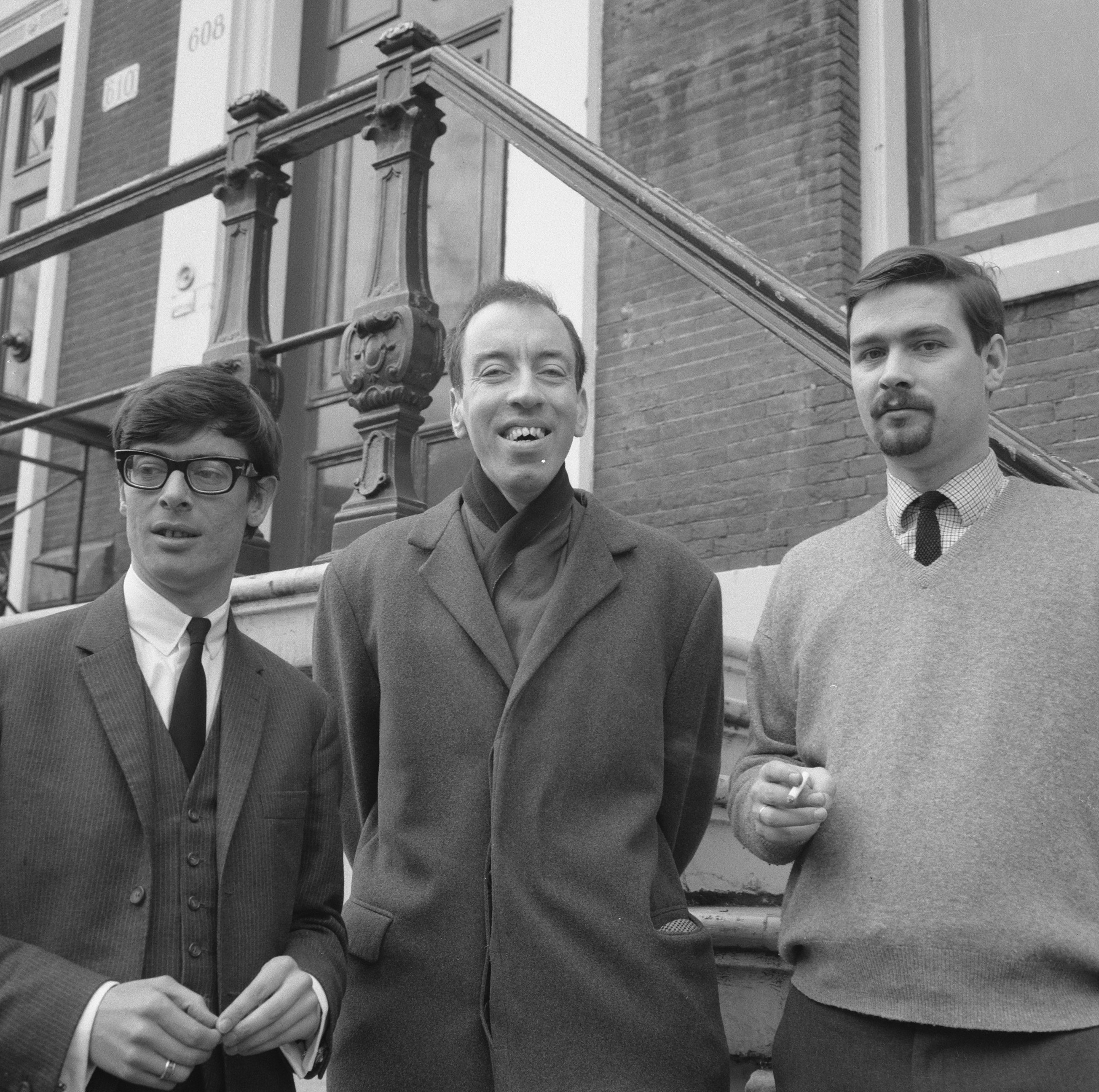
Jaap Jansen, Johan Polak e Rob van Gennep nel 1966

Negli anni cinquanta, Polak insegnò lingue classiche al Spinoza Lyceum di Amsterdam, ma si dedicò anche all'editoria di libri e riviste letterarie. Collaborò con P.N. van Eyck alla pubblicazione delle opere complete di J.H. Leopold (1951-1952), avviò la collana 'Het Nieuwe Voorhout' (1957) e fondò la rivista Cartons voor Letterkunde (1959-1962).
Il 7 aprile 1953 fondò, insieme ai coetanei Wim J. Simons e Frits Knuf, la casa editrice non commerciale Literaire Uitgeverij De Beuk.
Nel 1962, insieme a Rob van Gennep, fondò la casa editrice Polak & Van Gennep, poi diventata Athenaeum - Polak & Van Gennep, abbreviata in Athenaeum, dalla quale nacquero le librerie Athenaeum con cinque sedi. Un nipote di Johan Polak, Rob Polak, è tuttora coinvolto nella gestione delle librerie Athenaeum. Nel 1968, Polak e Van Gennep si separarono a causa di divergenze editoriali: Polak si concentrava su edizioni eleganti di classici, spesso poco vendute, mentre Van Gennep aveva un approccio più commerciale. Polak mantenne il marchio Athenaeum, mentre Van Gennep proseguì con un'attività indipendente. Athenaeum fu il primo editore olandese a ripubblicare testi classici. Nel 1983, Ben Hosman divenne direttore della casa editrice, acquistandola poi nel 1989. Nei primi anni Novanta, la vendette alla b.v. Weekbladpers, trasformandola in un'impronta editoriale di Querido.

## Emancipazione omosessuale
Polak contribuì all'emancipazione omosessuale dichiarandosi apertamente gay negli anni sessanta, e come membro del consiglio direttivo del COC. Fu una delle forze trainanti della rivista innovativa Dialoog (1965-1967), dedicata all’omosessualità. Come mecenate, commissionò opere a vari artisti, tra cui Carel Willink, e sostenne finanziariamente numerosi giovani talenti.
Dal 1983, fu patrono del Genootschap voor Tegennatuurlijke Letteren, un circolo di scrittori e studiosi dedicato alla storia e alla letteratura omosessuale, con membri come Gert Hekma, Fokas Holthuis, Nop Maas, Theo van der Meer, Cees van der Pluijm, Harry G.M. Prick, David Simaleavich, Paul Snijders e Ab van der Steur.

## Saggi
Nel 1988, l'Università di Amsterdam gli conferì un dottorato honoris causa. Negli anni Ottanta, iniziò a pubblicare saggi di storia culturale su autori classici e moderni, tra cui Erodoto, Platone, Virgilio, Quintiliano, Baudelaire, Oscar Wilde, Louis Couperus, J.H. Leopold, Konstantinos Kavafis e George Steiner. I suoi temi ricorrenti erano l’ascesa e il declino delle civiltà, il decadentismo, l'antisemitismo, l'omofobia, la minaccia alla cultura e il pensiero apocalittico.

## Morte ed eredità
Polak morì improvvisamente a 63 anni. Il suo vasto archivio letterario, conservato presso l’Archivio Comunale di Amsterdam, è stato reso accessibile per il suo biografo.

### Aste dell'eredità
I suoi dipinti furono messi all'asta da Christie's il 10 dicembre 1992. I pezzi più importanti includevano tre autoritratti di Dick Ket e uno di Jan Mankes, oltre a un ritratto originale del poeta Pieter Cornelis Boutens realizzato da Annie Roland Holst-de Meester.
La sua vasta biblioteca personale fu venduta nel maggio 1993 dalla casa d'aste Beijers di Utrecht. La catalogazione la descriveva come "La più ampia, completa ed elegante biblioteca privata olandese in condizioni splendide". I manoscritti letterari non furono messi all’asta e si trovano ancora nell’archivio di Johan Polak.
Le due aste fruttarono diversi milioni di fiorini.

### Fondazione Johan Polak
L'eredità di Polak è gestita dalla Stichting Johan Polak tot Instandhouding van het Bijzondere Boek. Nel 2023 è stato istituito il Premio Johan Polak per la Poesia, con un premio annuale di 50.000 euro.

## Biografia
- Koen Hilberdink ha scritto una biografia di Polak, J.B.W.P. Het leven van Johan Polak, pubblicata nel 2017.